# Bataille d'Arras (1917)
Pour les articles homonymes, voir Bataille et siège d'Arras.
Première Guerre mondiale
Batailles
Front d'Europe de l’Ouest
- Liège (8-1914)
- Namur (8-1914)
- Frontières (8-1914)
- Anvers (9-1914)
- Grande Retraite (9-1914)
- Marne (9-1914)
- Course à la mer (9-1914)
- Yser (10-1914)
- Messines (10-1914)
- Ypres (10-1914)
- Givenchy (12-1914)
- 1re Champagne (12-1914)
- Hartmannswillerkopf (1-1915)
- Neuve-Chapelle (3-1915)
- 2e Ypres (4-1915)
- Colline 60 (4-1915)
- Artois (5-1915)
- Festubert (5-1915)
- Quennevières (6-1915)
- Linge (7-1915)
- 2e Artois (9-1915)
- 2e Champagne (9-1915)
- Loos (9-1915)
- Verdun (2-1916)
- Redoute Hohenzollern (3-1916)
- Hulluch (4-1916)
- 1re Somme (7-1916)
- Fromelles (7-1916)
- Arras (4-1917)
- Vimy (4-1917)
- Chemin des Dames (4-1917)
- 3e Champagne (4-1917)
- 2e Messines (6-1917)
- Passchendaele (7-1917)
- Cote 70 (8-1917)
- 2e Verdun (8-1917)
- Malmaison (10-1917)
- Cambrai (11-1917)
- Bombardements de Paris (1-1918)
- Offensive du Printemps (3-1918)
- Lys (4-1918)
- Aisne (5-1918)
- Bois Belleau (6-1918)
- 2e Marne (7-1918)
- 4e Champagne (7-1918)
- Château-Thierry (7-1918)
- Le Hamel (7-1918)
- Amiens (8-1918)
- Cent-Jours (8-1918)
- 2e Somme (9-1918)
- Bataille de la ligne Hindenburg
- Meuse-Argonne (10-1918)
- Cambrai (10-1918)

Front italien
Front d'Europe de l’Est
Front des Balkans
Front du Moyen-Orient
Front africain
Bataille de l'Atlantique
La bataille d'Arras est une offensive britannique, canadienne, australienne, néo-zélandaise et terre-neuvienne contre les troupes allemandes qui eut lieu à Arras en France du 9 avril au 16 mai 1917 pendant la Première Guerre mondiale. 
Pendant une grande partie de la guerre, les armées ennemies sur le front occidental furent dans une impasse, avec une ligne continue de tranchées s'étendant de la côte belge à la frontière suisse. L'objectif essentiel des Alliés à partir de début 1915 fut de percer les défenses allemandes en campagne et d'engager l'armée allemande numériquement inférieure dans une guerre de mouvement. L'offensive d'Arras fut conçue pour parvenir à ce résultat. Elle a été planifiée avec le haut commandement français, qui lança en même temps une attaque massive (l'offensive de Nivelle) près de quatre-vingts kilomètres plus au sud. L'objectif déclaré de cette opération combinée était de mettre fin à la guerre en quarante-huit heures. À Arras, les objectifs immédiats des Alliés étaient plus modestes : tenir les troupes allemandes loin du terrain choisi pour l'attaque française et prendre aux Allemands les hauteurs qui dominent la plaine de Douai.
Les premiers efforts furent axés sur une zone d'assaut relativement large entre Vimy au nord-ouest et Bullecourt au sud-est. Après de considérables bombardement, les troupes canadiennes progressèrent dans la région nord et furent en mesure de s'emparer de la crête stratégique de Vimy et les divisions britanniques placées au centre du dispositif furent également en mesure de faire des avancées importantes. C'est seulement dans le sud, où les forces britanniques et australiennes ont dû faire face à une défense en profondeur, que les assaillants ont obtenu des gains minimes. À la suite de ces premiers succès, les forces britanniques s'engagèrent dans une série d'opérations à petite échelle afin de consolider les positions nouvellement conquises. Bien que ces opérations aient généralement réussi à atteindre des objectifs limités, la plupart d'entre elles se sont soldées par un nombre relativement important de victimes.
Quand la bataille prit fin officiellement le 16 mai, les troupes britanniques avaient fait des progrès importants mais n'avaient jamais été capables de réaliser une percée majeure.
On a pu tester à ce moment-là des tactiques expérimentales comme le tir de barrage roulant, les fusées percutantes et les tirs anti-batteries, en particulier pendant la première phase de la bataille et que des assauts bien préparés contre des positions fortifiées pouvaient réussir. Ce secteur est ensuite revenu à une situation d'impasse qui caractérisa la plupart de la guerre sur le front occidental.

## Préambule
Au début de 1917, Britanniques et Français tentaient toujours de parvenir à une percée stratégique sur le front occidental. L'année précédente avait été marquée par l'échec coûteux en vies humaines de l'offensive britannique le long de la Somme, tandis que les Français étaient incapables de prendre l'initiative en raison des intenses pressions allemandes à Verdun. Les deux confrontations avaient utilisé d'énormes quantités de ressources, tout en ne réalisant pratiquement aucun gain stratégique. Cette impasse renforça la conviction des chefs français et britanniques que, pour mettre fin à cette situation, ils avaient besoin d'une percée majeure. Cependant, si ce désir a été le principal moteur de cette offensive, le calendrier et le lieu ont été fortement influencés par un certain nombre de facteurs politiques et tactiques. 

### Contexte politique
Le milieu des années de guerre a été une période capitale. Les gouvernements français et britanniques étaient sous la forte pression de la presse, des citoyens et des Parlements qui voulaient mettre fin à la guerre. Les batailles des Dardanelles, de la Somme et de Verdun avaient fait de nombreuses victimes et il y avait toujours peu de chances de victoire en vue. Le premier ministre britannique, Herbert Asquith, démissionna au début de décembre 1916 et fut remplacé par le « magicien gallois », David Lloyd George. En France, le président du Conseil Aristide Briand, avec comme Ministre de la Guerre le général (puis maréchal) Hubert Lyautey, était politiquement diminué et, peu après, en mars 1917, démissionna.
Pendant ce temps, de l'autre côté de l'Atlantique, les États-Unis étaient sur le point de déclarer la guerre à l'Allemagne. L'opinion publique américaine était de plus en plus irritée par les attaques intensives des sous-marins allemands sur des navires civils, à commencer par le naufrage du Lusitania en 1915 et cette irritation arriva à son comble avec le torpillage de sept navires de commerce américains au début de 1917. Le Congrès américain déclara finalement la guerre à l'Empire allemand, le 6 avril 1917, mais il fallut plus d'un an avant qu'une armée appropriée ne soit mobilisée, formée et acheminée vers la France.

### Contexte stratégique
Alors que les Français et les Britanniques avaient prévu de lancer leur assaut au printemps 1917, deux faits imprévus mirent leur plan en péril. D'abord, en février, l'empire russe refusa de s'engager dans une offensive conjointe, ce qui signifiait que la prochaine offensive allait être réduite à la seule attaque des forces françaises le long de l'Aisne. Ensuite, l'armée impériale allemande commençait à reculer et à consolider ses positions le long de la ligne Hindenburg, perturbant ainsi les prévisions de l'offensive française. En fait, lorsque les troupes françaises avancèrent dans leur secteur lors de la bataille d'Arras, elles ne rencontrèrent pas de troupes ennemies. Pour ces raisons, la poursuite de l'offensive posa question. Le gouvernement français de l'époque avait désespérément besoin d'une victoire pour éviter de graves troubles civils dans le pays mais les Britanniques se méfiaient de la procédure compte tenu de la situation en évolution tactique rapide. Toutefois, dans un entretien avec David Lloyd George, le commandant en chef français, le général Nivelle réussit à convaincre le Premier ministre britannique que, si ses troupes lançaient une attaque de diversion pour attirer les troupes allemandes loin du secteur de l'Aisne, l'offensive française ne pouvait que réussir. Il fut convenu que l'attaque française sur l'Aisne commencerait à la mi-avril et que les Britanniques feraient une attaque de diversion dans le secteur d'Arras environ une semaine avant.

### Forces en présence
Trois armées alliées étaient déjà concentrées dans le secteur d'Arras. Elles étaient déployées, à peu près du nord au sud, comme suit : la 1re armée commandée par le général Horne, la 3e armée commandée par le général Allenby, la 5e armée commandée par le général Gough. Le commandant britannique en chef était le Field Marshal Douglas Haig et le plan de bataille avait été conçu par le général Allenby. Exceptionnellement pendant cette guerre, trois divisions écossaises (toutes de la 3e armée de terre) avaient été regroupées pour le début de l'attaque : - la 15e division écossaise du 6e corps, la 9e division écossaise et la 51e division écossaise du 17e corps d'armée. La 54e division composée largement d'Écossais fut également placée au milieu de leurs voisins écossais du 17e Corps. 
Face aux forces alliées se trouvaient deux armées allemandes : la VIe Armée commandée par le général von Falkenhausen, 73 ans, et la IIe Armée du général von der Marwitz (qui se remettait d'une maladie contractée sur le front de l'Est). Les armées avaient été organisées en trois groupes - « Groupe Souchez », « Groupe Vimy », et « Groupe Arras » - déployées dans cet ordre du nord au sud. Cependant, seules sept divisions allemandes étaient sur la ligne d'attaque; les divisions restantes étaient en réserve, afin de renforcer les premières ou de contre-attaquer au besoin.
Le général von Falkenhausen rendait compte directement au général Erich Ludendorff, chef opérationnel du Haut Commandement allemand (le Oberste Heeresleitung ou OHL). Le personnel de Ludendorff comprenait plusieurs officiers très novateurs et capables notamment le major Georg Wetzel, le colonel Max Bauer et le capitaine Hermann Geyer. Depuis décembre 1916, les adjoints de Ludendorff avaient mis au point des tactiques pour s'opposer aux nouvelles tactiques alliées utilisées dans la Somme et à Verdun. Bien que ces batailles se soient avérées extrêmement coûteuses pour les puissances alliées, elles avaient aussi sérieusement affaibli l'armée allemande. Au début de 1917, elle en était réduite à mettre en œuvre des tactiques de défense (« défense en profondeur ») ; un échec de Falkenhausen aurait eu des conséquences désastreuses pour l'armée allemande.

## La bataille

### Phase préliminaire
Le plan britannique fut mûrement préparé pendant trois mois, tirant les leçons des batailles de la Somme et de Verdun, l'année précédente. Plutôt que d'attaquer sur un large front, tout le poids de l'artillerie serait concentré sur un secteur relativement étroit de quarante kilomètres. Le plan  prévoyait des bombardements pendant une semaine environ sur toute la ligne, avec des tirs beaucoup plus prolongés et intenses à Vimy pour affaiblir ses solides défenses. Au cours de l'assaut, les troupes progresseraient en formation ouverte, en avançant par bonds afin de leur laisser le temps de consolider leur poste et de se regrouper. Avant de commencer à agir, il fallait une importante préparation en grande partie novatrice. 

#### Mines et tunnels

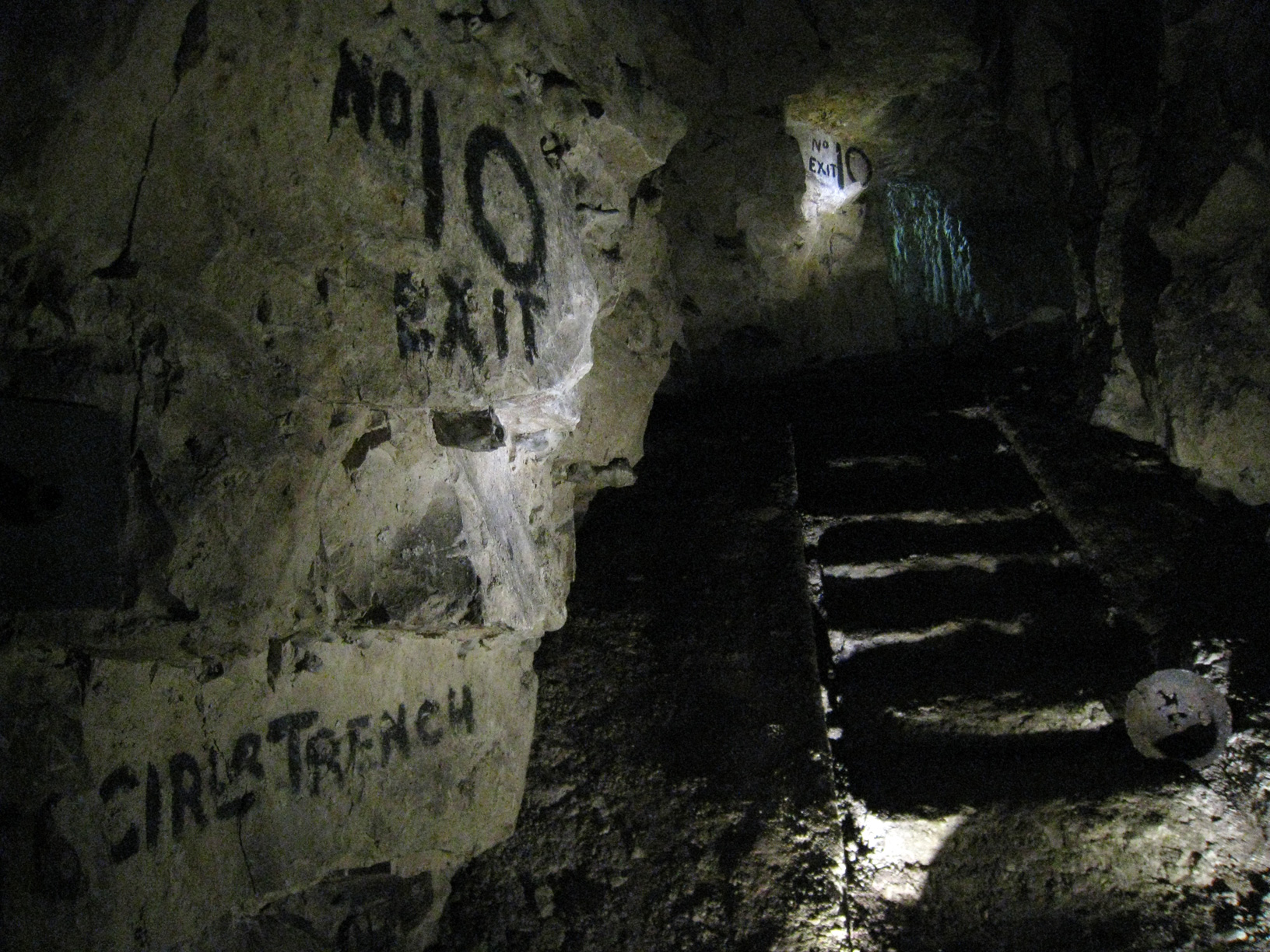
Sortie des tunnels alliés à la carrière Wellington.

À partir d'octobre 1916, les Royal Engineers avaient travaillé sous terre pour construire des tunnels pour les troupes. La région d'Arras est calcaire et donc facilement excavée; sous Arras même se trouvait un vaste réseau (appelé les Boves) de grottes, de carrières souterraines, de galeries et de tunnels d'égouts. Les ingénieurs ont conçu un plan pour ajouter de nouveaux tunnels à ce réseau afin que les troupes puissent arriver au champ de bataille en secret et en toute sécurité. L'ampleur de ces travaux fut énorme. Dans un seul secteur, quatre compagnies (de 500 hommes chacune) ont travaillé sans relâche pendant 18 heures d'affilée durant deux mois.
Finalement elles ont construit 20 kilomètres de tunnels classés en subways, réservés aux troupes à pieds mais dotés de rails pour des chariots de manutention poussés à la main destinés à amener les munitions sur la ligne de front et en ramener les blessés, et en railways, un système de métro léger. Juste avant l'assaut, le système de tunnel était devenu assez grand pour abriter 24 000 hommes ; il était doté de l'éclairage électrique fourni par sa propre petite centrale, de cuisines, de latrines et d'un centre médical entièrement équipé avec un bloc opératoire,,. Le plus gros du travail a été fait par les Néo-Zélandais, dont les Maoris et les habitants des îles du sud-est du Pacifique du bataillon de pionniers de Nouvelle-Zélande et les Bantams des villes minières du Nord de l'Angleterre.
On a aussi construit des tunnels d'assaut, s'arrêtant à quelques mètres seulement des lignes allemandes, prêts à être brutalement ouverts par des explosifs au jour J. En plus de cela, on avait placé des mines traditionnelles juste sous la ligne de front, prêtes à exploser immédiatement avant l'assaut. Beaucoup n'ont jamais été activées de peur qu'elles n'abîment trop les terrains sus-jacents. Dans l'intervalle, les sapeurs allemands poursuivaient activement leurs propres opérations souterraines, recherchant des tunnels alliés pour les attaquer ou y poser des camouflets. Rien que parmi les Néo-Zélandais, il y a eu 41 morts et 151 blessés de ce fait.
La plupart des tunnels et des tranchées sont actuellement interdits au public pour des raisons de sécurité. Une portion de 250 mètres du Métro Grange à Vimy est ouverte au public de mai à novembre et le tunnel Wellington a ouvert ses portes au public sous le nom de « carrière Wellington » en mars 2008,.

#### Batailles aériennes
Bien que le Royal Flying Corps entrât dans la bataille avec des capacités aériennes inférieures à celles de la Luftstreitkräfte, cela n'empêcha pas leur commandant, le général Trenchard, d'adopter une position offensive. La suprématie dans l'espace aérien au-dessus d'Arras était essentielle et les  pilotes britanniques effectuèrent de nombreuses sorties pour aider les forces terrestres en contrôlant les tirs d'artillerie, en photographiant les réseaux de tranchées et l'emplacement des pièces d'artillerie ennemies,. Les opérations étaient contrôlées et coordonnées par le 1st Field Survey Company, Royal Engineers. Faire des observations aériennes était un travail dangereux car, pour obtenir de meilleurs résultats, les avions devaient voler lentement et à basse altitude au-dessus des défenses allemandes. Cela l'est devenu encore plus avec l'arrivée du « Baron rouge », Manfred von Richthofen, avec son équipe de pilotes expérimentés et fortement équipés, le « Flying Circus », en mars 1917. Cette arrivée a conduit à une forte augmentation du nombre de pertes parmi les pilotes alliés et avril 1917 s'est fait connaître sous le nom d'« avril sanglant ». Un officier de l'infanterie allemande a écrit plus tard « durant ces journées, il y eut toute une série de combats aériens qui se sont presque toujours terminés par une défaite des Britanniques face à l'escadrille de Richthofen qu'ils affrontaient. Souvent cinq ou six avions anglais à la suite étaient repoussés ou abattus en flammes. » La moyenne de vie en vol d'un pilote du Royal Flying Corps (RFC) à Arras en avril était de 18 heures. Entre le 4 et le 8 avril, le Royal Flying Corps a perdu 75 avions de combat et 105 équipages. Le nombre de victimes a créé une pénurie de pilotes et les remplaçants ont été envoyés au front directement à la sortie de l'école : au cours de la même période, 56 avions se sont écrasés car commandés par des pilotes inexpérimentés du RFC.

#### Tirs de barrage
Pour minimiser les possibilités d'actions de l'ennemi pendant l'attaque, on avait prévu  des tirs de barrage roulants. Cela requérait de la part des artilleurs d'envoyer un écran d'obus explosifs et de shrapnels une centaine de mètres en avant de leurs troupes. Les Alliés avaient déjà utilisé ces tirs de barrages lors des batailles de Neuve-Chapelle et de la Somme, mais avaient rencontré deux problèmes techniques. Le premier était la synchronisation du mouvement des troupes avec l'arrêt des tirs : pour Arras, ce problème fut réglé par des répétitions et des horaires stricts. Le deuxième était la portée des tirs, les fûts de canons lourds se dégradant rapidement mais à des rythmes différents au cours des tirs : pour Arras, la dégradation de chaque canon fut calculée individuellement et chaque arme recalibrée en conséquence. Les tirs de barrage roulants obligeaient les Allemands à rester dans leurs tranchées alors que les soldats alliés pouvaient avancer sans crainte de tirs de mitrailleuse. En outre, de nouvelles fusées instantanées avaient été mises au point avec de fortes charges explosives pour qu'en explosant au moindre impact, elles vaporisent les fils de fer barbelés. Des obus à gaz toxiques furent utilisés lors des dernières minutes de tirs de barrage.

#### Tirs anti-batteries
Le principal danger pour les troupes d'assaut venait des tirs d'artillerie ennemie lors de la traversée des no man's lands, ce qui avait représenté plus de la moitié des victimes au premier jour de la bataille de la Somme. Un problème supplémentaire était de connaître l'emplacement exact de l'artillerie allemande, cachée derrière la ligne de crêtes. Pour y répondre, des spécialistes des unités d'artillerie furent créés spécifiquement pour attaquer l'artillerie allemande. Les emplacements de leurs cibles étaient fournis par la 1st Field Survey Company, Royal Engineers qui rassemblait les données obtenues à partir de la lumière et du son des canons ennemis. Le repérage lumineux était l'affaire d'observateurs du RFC qui enregistraient la direction des éclairs lumineux faits par les canons au moment des tirs. Le repérage sonore utilisait une batterie de microphones pour repérer par triangulation l'emplacement des canons à partir du son émis au moment du tir. Le jour-J, le 9 avril, plus de 80 % des canons allemands lourds du secteur furent neutralisés (c'est-à-dire « incapables d'apporter un soutien efficace, les artilleurs étant soit hors-service soit enfuis ») par les tirs anti-batteries. Des obus à gaz furent également utilisés contre les chevaux de trait chargés d'assurer leur approvisionnement en munitions.

### Première phase
Le bombardement préliminaire de la crête de Vimy débuta le 20 mars et le bombardement du reste du secteur, le 4 avril. Limité à un front de seulement 40 km, le bombardement utilisa 2 689 000 obus, soit un million de plus que ce qui avait été utilisé sur la Somme. Les pertes allemandes ne furent pas lourdes mais les hommes étaient épuisés par la nécessité sans cesse renouvelée de maintenir ouvertes les entrées de leurs abris souterrains et démoralisés par l'absence de nourriture causée par les difficultés de préparation et de transport de plats chauds sous les bombardements. Certains n'auront aucun repas pendant deux ou trois jours consécutifs.
À la veille de la bataille, les premières lignes de tranchées avaient cessé d'exister et les lignes de fils de fer barbelés censés assurer la protection des troupes étaient déchiquetés. L'histoire officielle du 2e régiment de réserve bavarois décrit la ligne de front comme « composée non plus de tranchées, mais de nids pour hommes dispersés à l'avant des lignes. » L'historien du 262e Régiment de réserve écrit que son système de tranchées était « perdu dans un champ de cratères. » Pour ajouter au malheur des ennemis, pendant les dix dernières heures de bombardement des obus à gaz furent employés.  
L'heure H était initialement prévue au matin du 8 avril (à Pâques) mais elle fut repoussée de 24 heures à la demande des Français en dépit de conditions météorologiques relativement bonnes dans le secteur d'assaut. Le jour J fut reporté au 9 avril et l'heure H fixée à 5 h 30. L'assaut fut immédiatement précédé par un ouragan extrêmement intense de bombardements pendant cinq minutes, après une nuit relativement calme. 
Lorsque le moment de l'assaut fut venu, il neigeait beaucoup et les troupes alliées qui avançaient dans le no man’s land étaient entravées par d'importants tas de neige. Il faisait encore nuit et la visibilité sur le champ de bataille était réduite. Un vent d'ouest soufflait dans le dos des soldats alliés et les Allemands recevaient les bourrasques de neige fondue sur le visage. La combinaison insolite du bombardement et de la mauvaise visibilité fit que de nombreux soldats allemands furent surpris et faits prisonniers, encore à demi vêtus, grimpant des profondeurs des abris des deux premières lignes de tranchées. D'autres furent capturés sans leurs bottes car, en essayant de s'échapper, ils s'étaient retrouvés enfoncés jusqu'aux genoux dans la boue des tranchées de communications.

#### Première bataille de la Scarpe
9-14 avril 1917

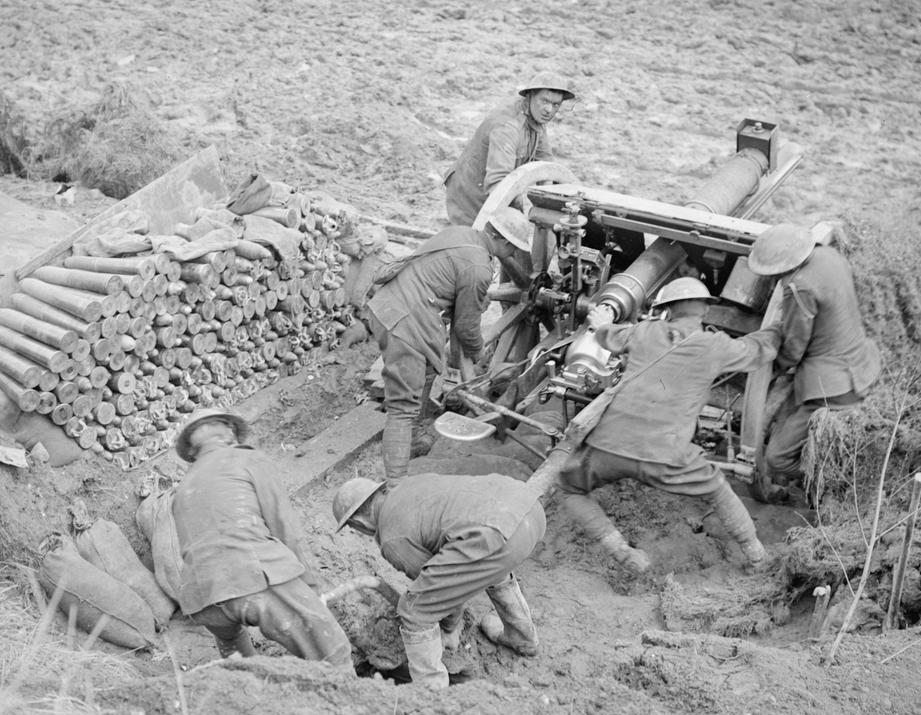
Déplacement d'un canon de 18 pendant l'avancée sur Athies.

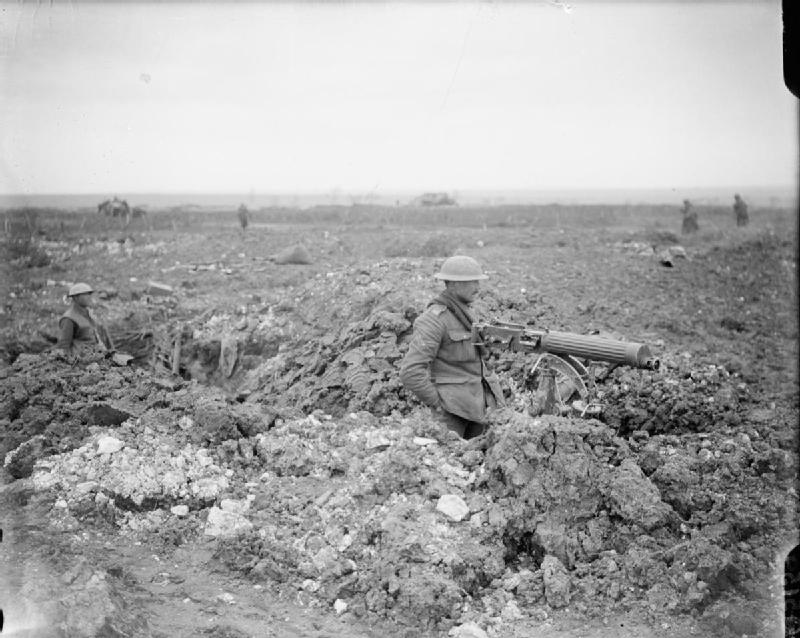
Mitrailleuse britannique près de Feuchy.

Le principal assaut britannique de la première journée eut lieu à l'est d'Arras, avec la 12e division chargée d'attaquer « Observation Ridge », au nord de la route Arras-Cambrai. Après avoir atteint cet objectif, elle dut avancer vers Feuchy et les deuxième et troisième lignes de tranchées allemandes. Dans le même temps, les éléments de la 3e division lançaient une attaque au sud de la route, s'emparant du « Bois du Diable », Tilloy-lès-Mofflaines et du « Bois des Bœufs » qui étaient leurs objectifs initiaux. L'objectif ultime de ces assauts était la Monchyriegel, une tranchée reliant Wancourt à Feuchy et un élément important des défenses allemandes. La plupart de ces objectifs, y compris le village de Feuchy, furent atteints dans la soirée du 10 avril même si les Allemands avaient encore sous leur contrôle de grandes portions de tranchées entre Wancourt et Feuchy, notamment dans le secteur du village fortifié de Neuville-Vitasse. Le lendemain, des soldats de la 56e division chassèrent les Allemands hors du village mais la Monchyriegel n'était toujours pas entièrement aux mains des Anglais quelques jours plus tard. Les Britanniques furent en mesure de consolider leurs acquis et d'avancer vers Monchy-le-Preux, bien qu'ils aient subi de lourdes pertes dans les combats près du village.
Une des raisons du succès de l'offensive dans ce secteur a été l'échec du commandant allemand von Falkenhausen à employer la nouvelle innovation de Ludendorff, la défense en profondeur. En théorie, on cédait à l'ennemi des gains de terrains jusque dans les lignes de communication. Des réserves situées à proximité du champ de bataille étaient engagées une fois l'avance initiale enlisée avant que des renforts ennemis puissent arriver sur place. Les défenseurs étaient ainsi en mesure de contre-attaquer et de reprendre tout le territoire perdu. Dans ce secteur, toutefois, von Falkenhausen garda ses troupes de réserve trop loin du front et elles furent incapables d'arriver à temps pour mener une contre-attaque utile les 10 ou 11 avril.

#### Bataille de la crête de Vimy
9-12 avril 1917

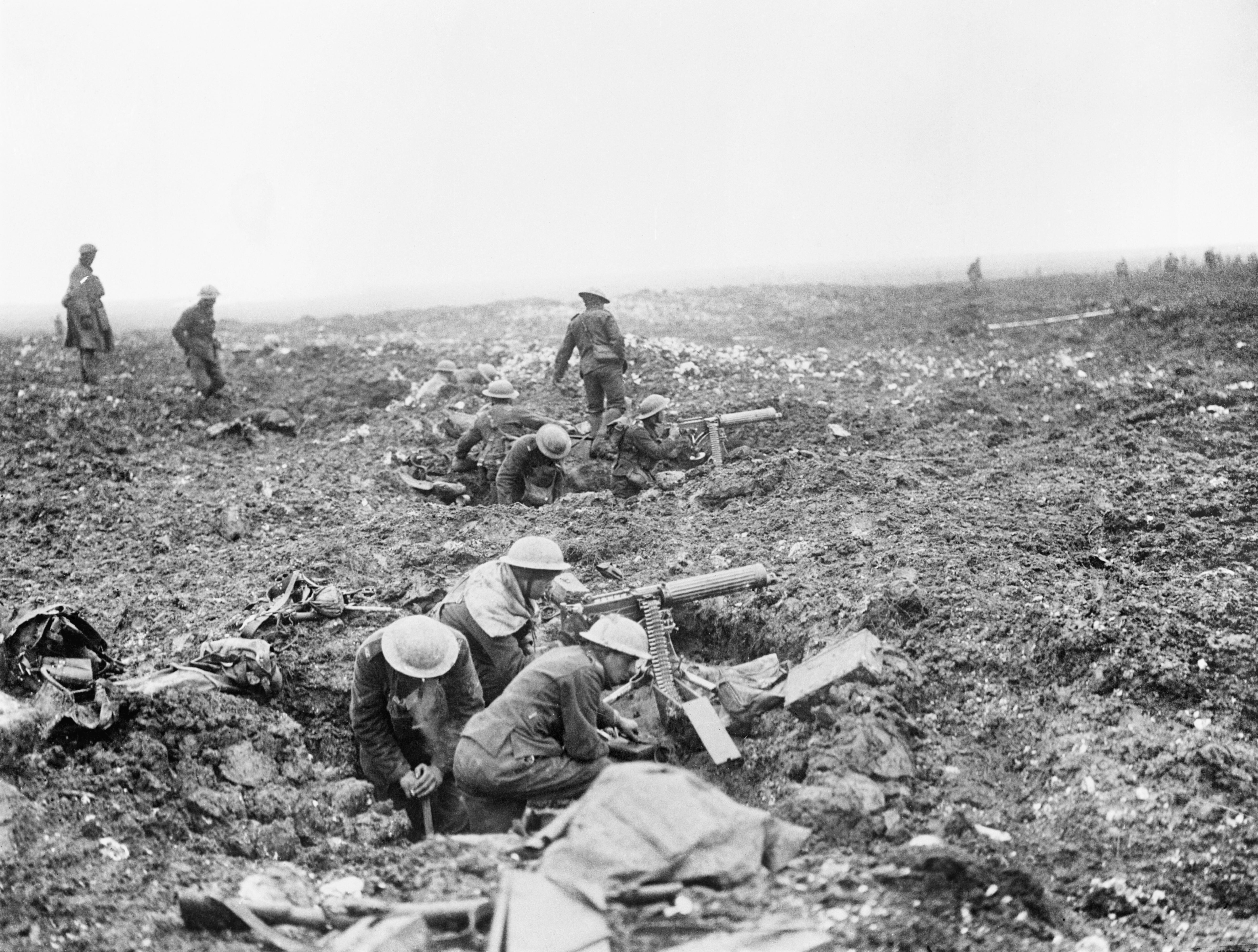
Escouade canadienne à la crête de Vimy.

À peu près au même moment, dans peut-être la partie de l'offensive la plus soigneusement élaborée, le Corps canadien lançait un assaut sur la crête de Vimy. Avançant derrière un barrage roulant et utilisant des mitrailleuses lourdes - quatre-vingt pour chaque brigade, dont une mitrailleuse Lewis dans chaque peloton - le corps fut capable d'avancer de près de 4 000 mètres dans la défense allemande et s'empara de la crête vers 13 heures. Les historiens militaires ont attribué le succès de cette attaque à sa planification attentive par le général britannique Julian Byng, commandant du corps, et son subordonné, le général Arthur Currie, un entrainement constant et l'attribution d'objectifs spécifiques à chaque peloton. En leur donnant des objectifs spécifiques, les troupes pouvaient continuer l'attaque, même si leurs chefs étaient tués ou les communications rompues, réglant ainsi deux problèmes majeurs des combats sur le front de l'Ouest.

#### Première bataille de Bullecourt
10-11 avril 1917

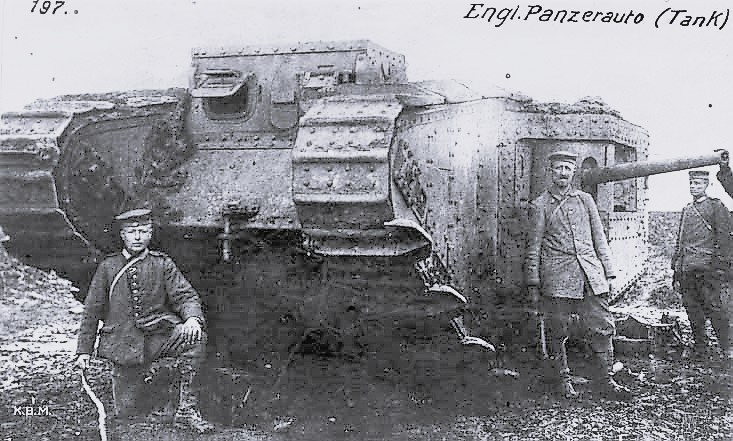
Troupes allemandes devant des tanks britanniques capturés près de Bullecourt le 11 avril.

Au sud d'Arras, le plan prévoyait que deux divisions, la 62e Division britannique et la 4e Division australienne attaquent chacune de leur côté le village de Bullecourt et repoussent les Allemands de leurs positions fortifiées vers leurs tranchées de réserve. L'attaque était initialement prévue pour la matinée du 10 avril mais les chars destinés à l'assaut furent retardés par le mauvais temps et l'attaque reportée de 24 heures. L'ordre de retard n'atteignit pas toutes les unités à temps et deux bataillons du régiment du West Yorkshire attaquèrent et furent repoussés avec des pertes importantes entre Fontaine Les Croisilles et Bullecourt.  Malgré les protestations de la part des officiers supérieurs australiens, l'attaque n'a repris que dans la matinée du 11 avril ; des défaillances mécaniques ont fait que seulement 11 tanks (type «Mark II») ont été en mesure de venir en appui des troupes et les tirs de barrage limités avaient laissé beaucoup de fils de fer barbelés devant les tranchées allemandes. En outre, l'attaque avortée de la veille avait alerté les troupes allemandes de la région de l'assaut imminent et elles étaient mieux préparées qu'elles ne l'avaient été dans le secteur canadien. Des rapports mensongers sur l'ampleur des gains obtenus par les Australiens les ont privés de l'appui d'artillerie dont ils avaient besoin et, bien que des éléments de la 4e division aient brièvement occupé des sections de tranchées allemandes, ils furent finalement obligés de se replier avec de lourdes pertes. Plus au nord, à Fontaine Les Croisilles, dans l’incompréhension générale due aux rapports contradictoires sur l'attaque de Bullecourt, c'est une hécatombe pour les hommes attaquant les positions que les généraux pensaient désertées par l'ennemi.  Dans ce secteur, les commandants allemands avaient correctement utilisé la défense en profondeur et avaient donc été en mesure de contre-attaquer efficacement. De nos jours, le musée de Bullecourt commémore ces batailles.

### Deuxième phase
Après les gains territoriaux des deux premiers jours, les Alliés marquèrent une pause pour acheminer le soutien logistique nécessaire jusqu'aux positions prises. Des bataillons de pionniers construisirent des routes provisoires à travers les champs de bataille défoncés ; on transporta l'artillerie lourde (et ses munitions) dans les nouvelles fosses creusées pour les accueillir, on apporta de la nourriture pour les hommes et les chevaux, on construisit des postes d'évacuation sanitaire pour être prêts lors de la contre-attaque inévitable. Les commandants alliés eurent également à faire face à un dilemme : fallait-il garder les divisions épuisées par l'attaque et courir le risque d'avoir une force de combat insuffisante ou les remplacer par de nouvelles divisions et perdre l'élan créé par les succès? 
À Londres, The Times fit le commentaire suivant : « le grand intérêt de notre avancée récente réside dans le fait que nous avons chassé l'ennemi de toutes les hauteurs où il était installé et pris ses postes d'observation. De ces points hauts (Vimy, Monchy et Croisilles) où nous sommes, il n'est pas forcément facile de continuer notre avancée rapide. Une attaque sur la pente devant nous, exposée au feu des petites buttes situées au-delà, est souvent extrêmement difficile et à partir d'aujourd'hui l'ensemble du front… doit connaître une période laborieuse, qui nous était familière dans la Somme, de matraquage et d'assaut de positions individuelles, dont aucune ne peut être attaquée sans qu'une autre la protégeant n'ait déjà été prise ». 
La presse allemande réagit de façon similaire. Le Vossische Zeitung, un quotidien berlinois, écrivit : « Nous devons compter sur des revers comme celui près d'Arras. De tels événements sont une sorte de revers tactique. Si ce revers tactique n'est pas suivi d'avancées stratégiques de la part de l'agresseur, toute cette bataille n'est rien qu'un affaiblissement de la partie attaquée en hommes et en matériel ». Le même jour, le Frankfurter Zeitung commenta : « Si les Britanniques parviennent à percer, ils vont connaître des conditions pires qu'avant car leur avancée se traduira par une liberté d'opérations allemandes qui est particulière à leur art de la guerre ». 
Cependant, le général Ludendorff était moins optimiste. Les nouvelles de la bataille lui parvinrent au cours des cérémonies de son 52e anniversaire à son quartier général à Kreuznach. Il écrivit : « Je me réjouissais de l'offensive attendue avec confiance et étais désormais profondément déprimé. » Il téléphona à chacun des commandants allemands et « eut l'impression que les principes fixés par l’Oberste Heeresleitung étaient judicieux. Mais tout l'art du leadership réside dans la façon de les appliquer correctement. » (Un tribunal d'enquête aurait établi que Falkenhausen avait en effet mal compris les principes de la défense en profondeur.) Ludendorff ordonna l'envoi immédiat de renforts. Puis, le 11 avril, il limogea le général von Falkenhausen et le remplaça par un expert de la défensive, le colonel Fritz von Lossberg. Von Lossberg muni d'une Vollmacht (une procuration de Ludendorff lui permettant d'exercer le commandement), remplaça efficacement Falkenhausen. Dans les heures qui suivirent son arrivée, il restructura les défenses allemandes. 
Pendant la deuxième phase, les Alliés continuèrent d'attaquer à l'est d'Arras. Leurs objectifs étaient de consolider les gains obtenus dans les premiers jours de l'offensive; de conserver l'initiative et d'effectuer une percée de concert avec les Français dans l'Aisne. Toutefois, à partir du 16 avril, il devint évident que l'offensive de Nivelle se solderait par un échec et Haig subit des pressions pour maintenir les Allemands occupés dans le secteur d'Arras afin de minimiser les pertes françaises.

#### Bataille de Lagnicourt
15 avril 1917
Observant que la 1re division australienne tenait une longueur de front de 12 km, le général Otto von Moser, commandant le XIVe corps de réserve allemand, envisagea de détruire le matériel et l'armement ennemi avant de se retirer sur la ligne Hindenburg. Il fit part de son projet au commandement supérieur qui lui affecta une division supplémentaire pour renforcer son attaque. 
Attaquant avec 23 bataillons venant de quatre divisions, les forces allemandes réussirent à percer la ligne de front australien à la jonction des deux premières divisions et à occuper le village de Lagnicourt en endommageant quelques pièces d'artillerie australiennes. 
Les contre-attaques des 9e et 20e bataillons australiens rétablirent la situation et l'attaque s'acheva avec 1 010 Australiens et 2 313 Allemands hors de combat.

#### Seconde bataille de la Scarpe
23-24 avril 1917

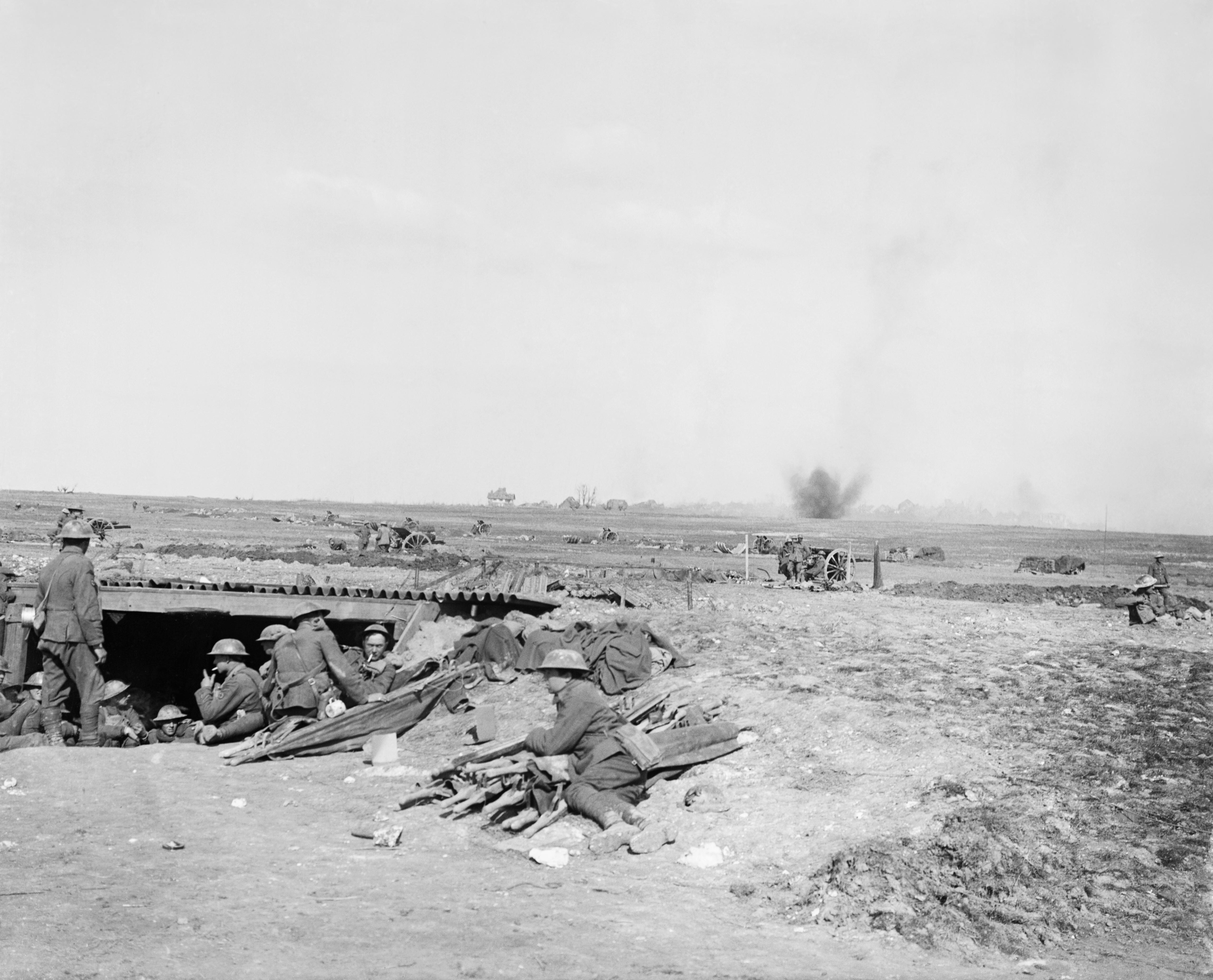
Une batterie de canons britanniques de 18 sous le feu allemand à Monchy-le-Preux le 24 avril. Au premier plan, un poste de secours avancé.

Le 23 avril, les Britanniques lancèrent une attaque à l'est de Wancourt vers Vis-en-Artois. Des éléments des 30e et 50e divisions réussirent à faire des avancées en s'emparant du village de Guémappe mais ne purent pas avancer plus à l'est et subirent de lourdes pertes. Devant Fontaine Les Croisilles, avec l'aide de chars, des gains sont enregistrés pour la 33e Division qui, avec des pertes importantes, emporte une bonne portion de la Ligne Hindenburg et approche la Sensée. Les hommes dans ce secteur découvrent l'étendue des installations souterraines sous la seconde ligne de défense allemande. Plus au nord, les forces allemandes contre-attaquèrent pour tenter de récupérer Monchy-le-Preux, mais les troupes du régiment royal de Terre-Neuve furent en mesure de tenir le village jusqu'à l'arrivée de renforts de la 29e division. Le commandement britannique décida de ne pas poursuivre l'attaque face à l'importance de la résistance allemande et l'attaque fut annulée le lendemain.

#### La bataille d'Arleux
28-29 avril 1917
Bien que le Corps canadien ait réussi à prendre la crête de Vimy, le poste restait vulnérable par suite des difficultés à s'emparer des collines de Monchy-le-Preux sur son versant sud-est. Pour y remédier, les troupes britanniques et canadiennes lancèrent une attaque sur Arleux-en-Gohelle le 28 avril. Arleux fut pris par les troupes canadiennes avec une relative facilité mais les troupes britanniques avançant sur Gavrelle rencontrèrent une résistance plus forte des Allemands. Elles réussirent tout de même à s'en emparer en début de soirée, même si une contre-attaque allemande les obligea à une courte retraite, grâce à des éléments de la 63e division venus en renfort. Le 29 avril cependant, il n'y eut pas d'avancée supplémentaire. Même si la sécurisation de la position canadienne sur la crête de Vimy avait réussi, les pertes étaient élevées et le résultat final décevant. 

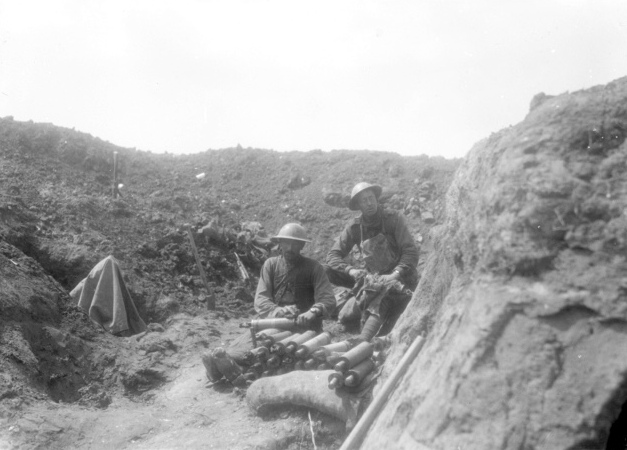
Soldats australiens le 8 mai.

#### Seconde bataille de Bullecourt
3-17 mai 1917

La ligne Hindenburg près de Bullecourt, vue du ciel.

Après un premier échec pour percer les lignes allemandes à Bullecourt, l'état-major britannique prépara un deuxième assaut. L'artillerie britannique commença un intense bombardement du village, qui, le 20 avril, avait été presque complètement détruit. Bien que l'assaut de l'infanterie ait été initialement prévu pour le 20 avril, il fut repoussé à plusieurs reprises et finalement fixé au petit matin du 3 mai . À 3 h 45, des éléments de la 2e division attaquèrent à l'est du village, espérant percer la ligne Hindenburg et s'emparer d'Hendecourt-lès-Cagnicourt tandis la 62e division britannique tentait de s'emparer de Bullecourt même. La résistance allemande fut déterminée et, quand l'offensive fut annulée le 17 mai, très peu des objectifs initiaux avaient été atteints. Les Australiens étaient en possession d'une grande partie du système de tranchées allemandes entre Bullecourt et Riencourt-lès-Cagnicourt mais avaient été incapables de s'emparer d'Hendecourt. À l'ouest, les troupes britanniques ont finalement réussi à repousser les Allemands hors de Bullecourt, mais, ce faisant, ont subi des pertes considérables et n'ont pas été capables d'avancer au nord-est d'Hendecourt. De gros efforts ont également été portés au nord de Fontaine les Croisilles entre ce village et Chérisy, par respectivement les 21e et 18e divisions, mais une mauvaise préparation engendre une catastrophe dans ce secteur. Les Britanniques prennent pied quelques instants à Chérisy, mais finissent par reculer. La 21e division enregistre la perte de plus de 1 000 hommes pour cette action. 

#### Troisième bataille de la Scarpe
3–4 mai 1917
Après avoir sécurisé la zone autour d'Arleux, à la fin du mois d'avril, les Britanniques décidèrent de lancer une autre attaque à l'est de Monchy pour essayer de percer le Boiry Riegel (« verrou de Boiry ») et d'atteindre la Wotanstellung, une des principales lignes de fortifications allemandes. Elle fut programmée pour coïncider avec l'attaque australienne à Bullecourt, afin d'affronter les Allemands simultanément sur deux sites. Les Britanniques espéraient qu'avec ce succès les Allemands seraient obligés de battre en retraite vers l'Est. C'est avec cet objectif en tête que les Britanniques lancèrent une nouvelle attaque près de la Scarpe, le 3 mai. Cependant, aucune des deux armées ne fut en mesure de faire d'avancée significative et l'attaque fut annulée le lendemain après de lourdes pertes. Bien que cette bataille ait été un échec, les Britanniques en tirèrent d'importantes leçons sur la nécessité d'une étroite liaison entre la cavalerie, l'infanterie et l'artillerie, leçons qu'ils purent appliquer plus tard à la bataille de Cambrai.

## Conséquences

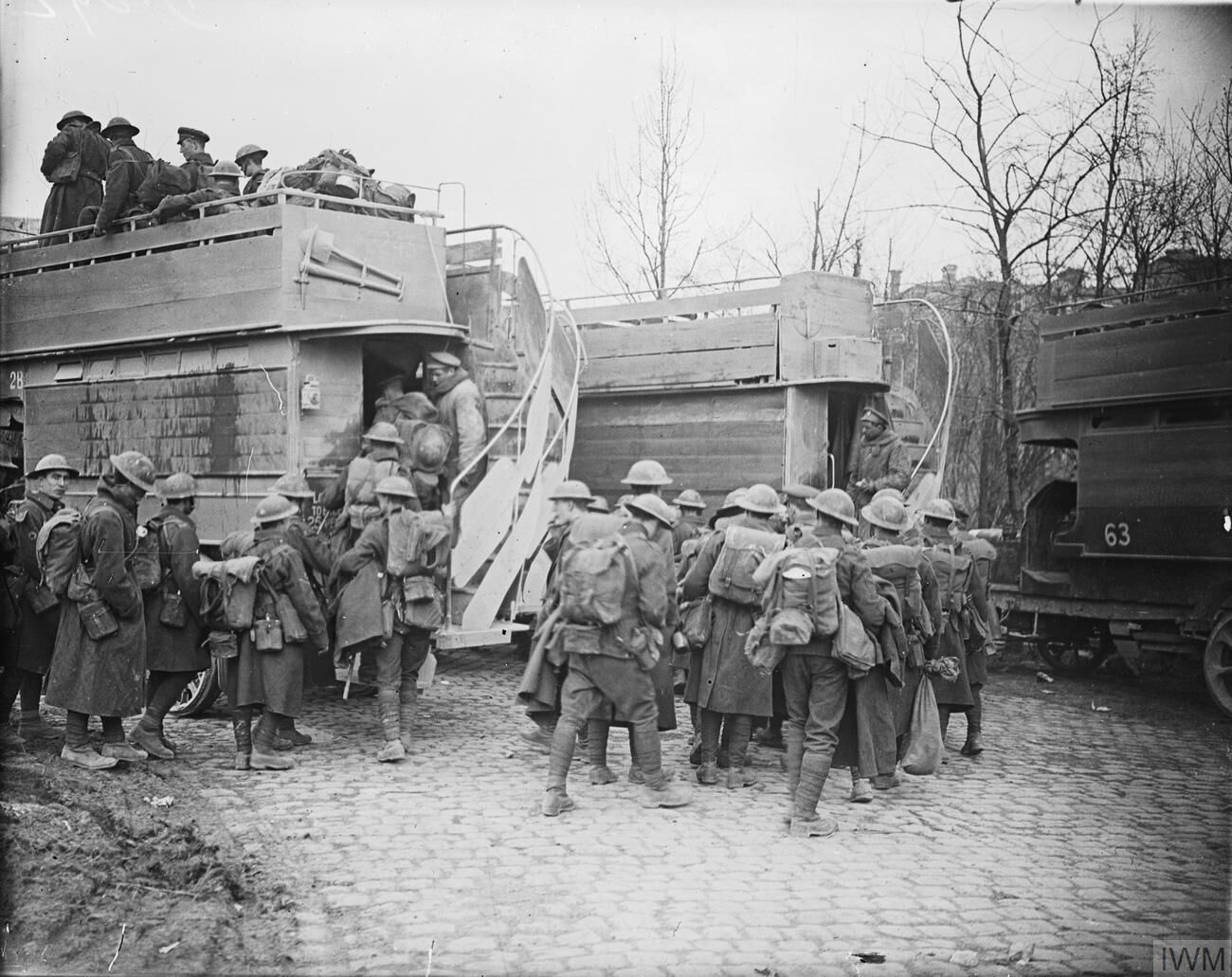
Troupes britanniques allant se reposer après la bataille d'Arras.

La bataille « terminée » (le secteur sera sous le feu au moins jusque fin juin 1917, et Fontaine Les Croisilles notamment sera le siège d'actions importantes de diversion à partir de l'ouverture de la bataille de Cambrai le 20 novembre 1917) , les forces britanniques remontèrent vers le nord, vers la crête de Messines occupée par l'ennemi et qui surplombe la région d'Ypres.
Selon les normes du front de l'Ouest, les gains des deux premiers jours ont été tout simplement spectaculaires. Une grande partie du terrain fut acquise avec relativement peu de victimes et un certain nombre de points stratégiques importants ont été pris, notamment la crête de Vimy. En outre, l'offensive réussit à attirer les troupes allemandes loin de l'offensive française dans le secteur de l'Aisne. À maints égards, la bataille peut être considérée comme une victoire pour les Britanniques et leurs alliés, mais ces gains ont été compensés par des pertes élevées et surtout l'échec de l'offensive française sur l'Aisne. À la fin de l'offensive, les Britanniques avaient perdu plus de 150 000 hommes et fait peu de gains en dehors du premier jour. Ils furent incapables d'opérer une percée et la situation se trouva dans l'impasse. Bien que les historiens considèrent généralement que la bataille est une victoire pour les Britanniques, elle eut très peu d'impact sur la situation stratégique ou tactique,. Ludendorff commenta la bataille ainsi : « Il y avait sans aucun doute des objectifs stratégiques extrêmement importants derrière l'attaque britannique, mais je n'ai jamais pu savoir lesquels c'était ». 
Du côté des Alliés, vingt-cinq Croix de Victoria furent octroyées ultérieurement. Du côté allemand, le 24 avril 1917, Guillaume II décerna à von Lossberg des feuilles de chêne (l'équivalent de la barre supplémentaire britannique pour une décoration déjà attribuée) sur sa médaille Pour le Mérite qu'il avait reçue à la bataille de la Somme, en septembre de l'année précédente.

### Victimes
Les chiffres de victimes les plus cités sont ceux des Alliés lors des déclarations faites par le lieutenant général Sir George Fowke, adjoint du général Haig. Ses chiffres collectent les listes quotidiennes de victimes tenues par chaque unité sous le commandement de Haig. Les pertes de la IIIe armée furent de 87 226 hommes ; celles de la Ire armée de 46 826 hommes (y compris les 11 004 Canadiens de la bataille de la crête de Vimy) et celles de la Ve armée de 24 608 hommes ; soit un total de 158 660 personnes. Les pertes allemandes en revanche sont plus difficiles à déterminer. Les « groupes Vimy » et « Souchez » eurent 79 418 victimes mais les chiffres du « groupe Arras » sont incomplets. En outre, les archives allemandes excluaient les « personnes légèrement blessées ». Le capitaine Cyril Falls (l'historien britannique officiel de la bataille) estime qu'il faut ajouter 30 % aux résultats allemands pour permettre la comparaison avec les Britanniques. Falls estime que les pertes allemandes étaient « probablement à peu près égales » à celles des Britanniques. Nicholls les estime à 120 000 hommes et John Keegan à 130 000 hommes.

### Devenir des officiers en chef
Bien que Haig ait rendu hommage à Allenby pour son plan qui fut un « grand succès initial », les subordonnés d'Allenby contestèrent la façon dont il avait dirigé les combats. Il fut envoyé commander la force expéditionnaire égyptienne en Palestine. Il considéra cette mutation comme une sanction mais il se racheta en battant les Ottomans en 1917-18. Haig resta à son poste jusqu'à la fin de la guerre. 
Quand il devint évident que le facteur majeur dans le succès britannique avait été les erreurs de commandement au sein de sa propre armée, Ludendorff congédia plusieurs officiers, dont le général von Falkenhausen. Falkenhausen fut retiré de la VIe armée et ne reçu jamais de nouveau commandement. Il passa le reste de la guerre en tant que gouverneur-général de la Belgique. Au début de 1918, The Times a publié un article - intitulé « Falkenhausen Reign of Terror » - qui décrit les 170 exécutions de civils belges qui ont eu lieu pendant qu'il était gouverneur. 
Ludendorff et Von Lossberg tirèrent une grande leçon de la bataille. Ils avaient découvert que, bien que les Alliés soient capables de percer le front, ils ne pourraient sans doute pas capitaliser leur succès s'ils étaient confrontés à un ennemi mobile et habile. Ludendorff ordonna immédiatement une formation tactique en « guerre de mouvement » pour que ses divisions puissent contre-attaquer. Von Lossberg fut rapidement promu général et dirigea la défense allemande pendant les offensives de Haig en Flandres au cours de l'été et l'automne suivant. (Von Lossberg devait devenir plus tard «légendaire comme le pompier du front de l'Ouest, toujours envoyé par le commandement en chef sur les zones en crise».)

### Liens externes

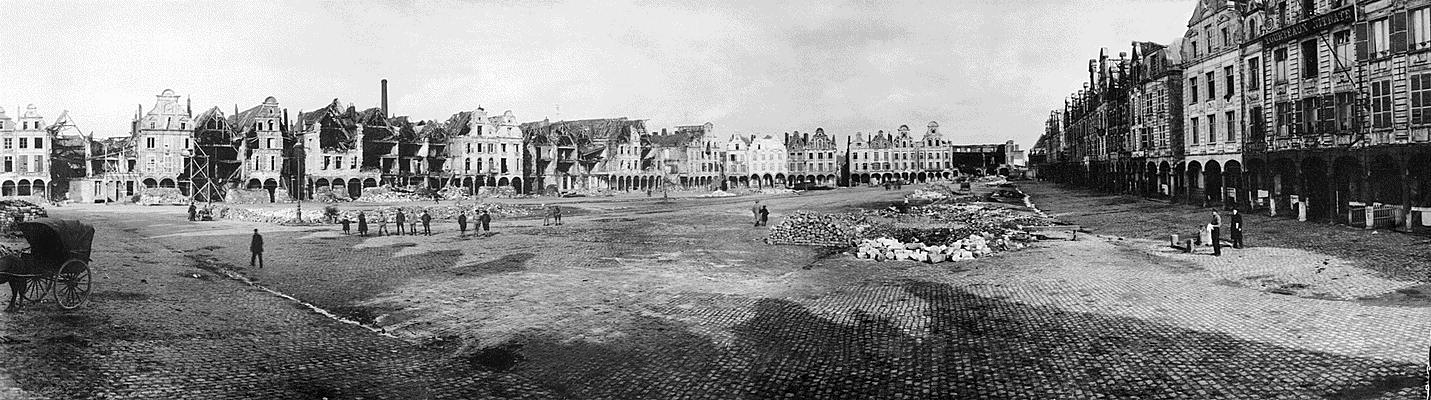
Place centrale, Arras, France. Février 1919

## Pour approfondir